# Zahrensdorf
Zahrensdorf är en ortsteil i kommunen Kloster Tempzin i Landkreis Ludwigslust-Parchim i förbundslandet Mecklenburg-Vorpommern i Tyskland. Zahrensdorf var en kommun fram till den 1 januari 2016 när den uppgick i Kloster Tempzin. Zahrensdorf hade 313 invånare 2015.